# Zeche Bergmannsglück
Die Zeche Bergmannsglück ist ein ehemaliges Steinkohlenbergwerk in Gelsenkirchen.

## Geschichte
Der preußische Staat erwarb zu Beginn des 20. Jahrhunderts mehrere große Grubenfelder im Bereich des nördlichen Ruhrgebietes und südlichen Münsterlandes. Verwaltet wurde der Bergwerksbesitz durch die Königliche Bergwerksdirektion Recklinghausen. Diese wurde ab 1905 in Personalunion mit der Hibernia AG geleitet, deren Aktienmehrheit in Staatsbesitz war.
Im Jahre 1902 wurden Grubenfeldbesitze unter Buer und Westerholt zum Steinkohlenbergwerk Buer konsolidiert. 1903 wurde nördlich von Buer mit dem Abteufen der Doppelschachtanlage Bergmannsglück 1/2 begonnen, welche 1905 in Betrieb ging. Sie wurde mit identischen deutschen Strebengerüsten mit Doppelförderung ausgestattet.
1905 wurden die fiskalischen (d. h. dem Staat gehörenden) Grubenfeldbesitze in Berginspektionen aufgeteilt. Aus dem Steinkohlenbergwerk Buer wurde die Berginspektion 3.
1907 wurde im östlichen Feldesteil der Berginspektion 3 mit dem Abteufen der eigenständigen Förderschachtanlage Westerholt begonnen, da der preußische Staat grundsätzlich jede fiskalische Berginspektion mit zwei Förderanlagen ausstatten wollte (siehe Zeche Scholven und Zeche Rheinbaben).
1909 wurde auf Bergmannsglück 1/2 eine Kokerei in Betrieb genommen.
1925 erfolgte die Rückbenennung der Berginspektion 3 in Steinkohlenbergwerk Buer und die Umwandlung der staatlichen Bergwerksdirektion in die Bergwerks-AG Recklinghausen, deren Aktienmehrheit 1927 von der Hibernia AG übernommen wurde. Das Bergwerk Buer wurde in die eigenständigen Förderzechen Bergmannsglück und Westerholt aufgespalten.
Die folgende Weltwirtschaftskrise führte zu Rationalisierungsmaßnahmen seitens der Hibernia AG. 1929 wurde die Kokerei Bergmannsglück zugunsten der Kokerei Westerholt stillgelegt.
Da aber beide Schachtanlagen mit einer jeweiligen Jahresförderung von 1 Mio. t Fett- und Gaskohle als sehr leistungsfähig anzusehen waren, wurde von einer kompletten Zusammenlegung Abstand genommen. Die Absatzkrise wurde durch Feierschichtbetrieb überwunden.
Gegen Ende des Zweiten Weltkriegs wurde die Schachtanlage Bergmannsglück 1/2, welche mittlerweile im geschlossenen Stadtgebiet von Gelsenkirchen-Buer lag, sehr stark beschädigt. Die Förderung musste bis 1952 von der Nachbarzeche Westerholt übernommen werden.

## Stilllegung
Mit einsetzender Kohlenkrise Ende der 1950er Jahre fasste die Hibernia AG die Förderung der ehemaligen fiskalischen Anlagen auf einige wenige leistungsfähige Schachtanlagen zusammen. Nachdem auf Westerholt ein neuer Zentralförderschacht abgeteuft worden war, wurde die komplette fördertechnische Zusammenlegung von Bergmannsglück und Westerholt durchgeführt.
1961 wurde die Zeche Bergmannsglück aus der Förderung genommen und lediglich als Außenschachtanlage der Zeche Westerholt betrieben.

## Heutiger Zustand
Nach Abwurf der Bergmannsglück-Schächte in den 1970er und 1980er Jahren sind die Förderanlagen komplett abgebrochen worden. Einige Nebengebäude nebst Torgebäuden sind erhalten geblieben. Auf dem Gelände befindet sich heute ein Zentrallager der HVG Grünflächenmanagement GmbH. Zudem werden die Häuser an der Bergmannsglückstraße seit Anfang der 1980er Jahre künstlerisch genutzt. Unter anderem lebten und arbeiteten hier der Untertage-Zeichner Alfred Schmidt und der Künstler Werner Thiel.
Auf dem Gelände der einstigen Kokerei wurde 2020 der Stadtteilpark Hassel fertiggestellt.